# Santa Eulàlia de Can Serra
Santa Eulàlia de Can Serra és la capella particular romànica de Can Serra, del poble de Lladorre, en el terme municipal del mateix nom, a la comarca del Pallars Sobirà. Està situada un quilòmetre a migdia de Lladorre, al sud-est de Casa Serra i al nord-est del Càmping Serra. És a l'esquerra de la Noguera Pallaresa.

## Descripció
Petita capella de planta rectangular, amb presbiteri que té volta de canó i absis semicircular cobert amb volta de quart d'esfera, a l'est. En la façana oest s'aixeca una espadanya d'una sola obertura d'arc de mig punt, per sota de l'espadanya corre u fris amb "opus spicatum". La porta s'obre en el lateral de migdia; i es tracta d'una portada amb arc de mig punt, construïda per grosses i ben escairades dovelles de pedra granítica molt blanca, formant una arquivolta externa que descansa sobre impostes decorades en la part inferior per semiesferes en alt relleu. A l'entrada de l'església existeix el petit cementiri particular del "manso", formant un recinte tancat, la porta del qual és de ferradura. La capella forma part d'un antic "manso" d'època visigòtica del qual és la continuació de l'actual masia de Can Serra a la qual pertany l'església. En el segle xi fou reformada i s'hi afegí l'absis i la portada.
A sobre de l'altar ocupant tot el frontal de l'absis, trobem un retaule de Santa Eulàlia de Can Serra del segle xvii d'estil renaixentista.

## Història
El lloc de Serra, igual que els altres pobles de la Vall de Cardós, figura en l'acta de consagració de l'església de Sant Martí de Cardós o del Pui, del 1146, amb una contribució anual de mig modí de cereal, segons el capbreu de la cambreria del monestir de Gerri redactat vers l'any 1338, aquest hi tenia un mas i terres. També la comarca de Susterris, segons el capbreu del 1378, hi tenia possessions. La jurisdicció era dels comtes de Pallars, i a partir del final del segle xv, passà als ducs de Cardona.
L'any 1314 Santa Eulàlia de Serra gaudia de la categoria d'església parroquial per contra, en una relació d'esglésies i beneficis de l'oficialat de Cardós, i no s'esmenta enlloc la rectoria de Santa Eulàlia. En la visita pastoral del 1738, consta com a sufragània de Lleret. En el plan parroquial ... del 1904, la capella particular de Santa Eulàlia fou segregada de Lleret i integrada a la parròquia de Lladorre.